# Kadavanapura, Malur
Kadavanapura là một làng thuộc tehsil Malur, huyện Kolar, bang Karnataka, Ấn Độ.